# Ruta Provincial 334 (Tucumán)
La Ruta Provincial 334 es una carretera de Tucumán, Argentina, que une la localidad de San Ignacio de la Cocha y el empalme con la Ruta Nacional 157 en Taco Ralo. La carretera se encuentra pavimentada excepto en un kilómetro, aunque la capa asfáltica está en malas condiciones y es inexistente en algunos tramos.
En 1974 la ruta fue pavimentada tras pedidos por parte de los pobladores de parajes cercanos. En 2015 y 2017 la ruta fue dañada por constantes desbordes del río San Francisco que ocasionaron la destrucción de gran parte de su pavimento y que en 2020 se interrumpiera el tránsito para drenar. Por esta razón en 2017 se proyectaron obras en la carretera y en 2022 se hicieron trabajos de repavimentación de la vía entre La Cocha y Los Pizarro.

## Localidades
Las localidades por las que pasa son las siguientes:
- Departamento La Cocha: San Ignacio, La Cocha, Los Pizarro y El Porvenir.

- Departamento Graneros: Taco Ralo.